# Хове
Хо́ве (ісп. Jove, МФА: [ˈxo.βe]) — муніципалітет і містечко в Іспанії, в автономній спільноті Галісія, провінція Луго, комарка Марінья-Оксіденталь. Розташоване у північно-західній частині країни, на березі Атлантичного океану. Входить до складу Лугоської діоцезії Католицької церкви. Патрон — святий Варфоломій. Площа муніципалітету — 89,1 км², населення муніципалітету — 3518 ос. (2009); густота населення — 
. Поштовий індекс — 27870. Телефонний код — 34 982.

## Назва
- Хо́ве (ісп. Jove, МФА: [ˈxo.βe]) — сучасна іспанська назва.
- Шо́ве (гал. Xove, МФА: [ˈʃo.βe]) — сучасна галісійська назва.

## Географія
Муніципалітет розташований на відстані близько 480 км на північний захід від Мадрида, 75 км на північ від Луго.

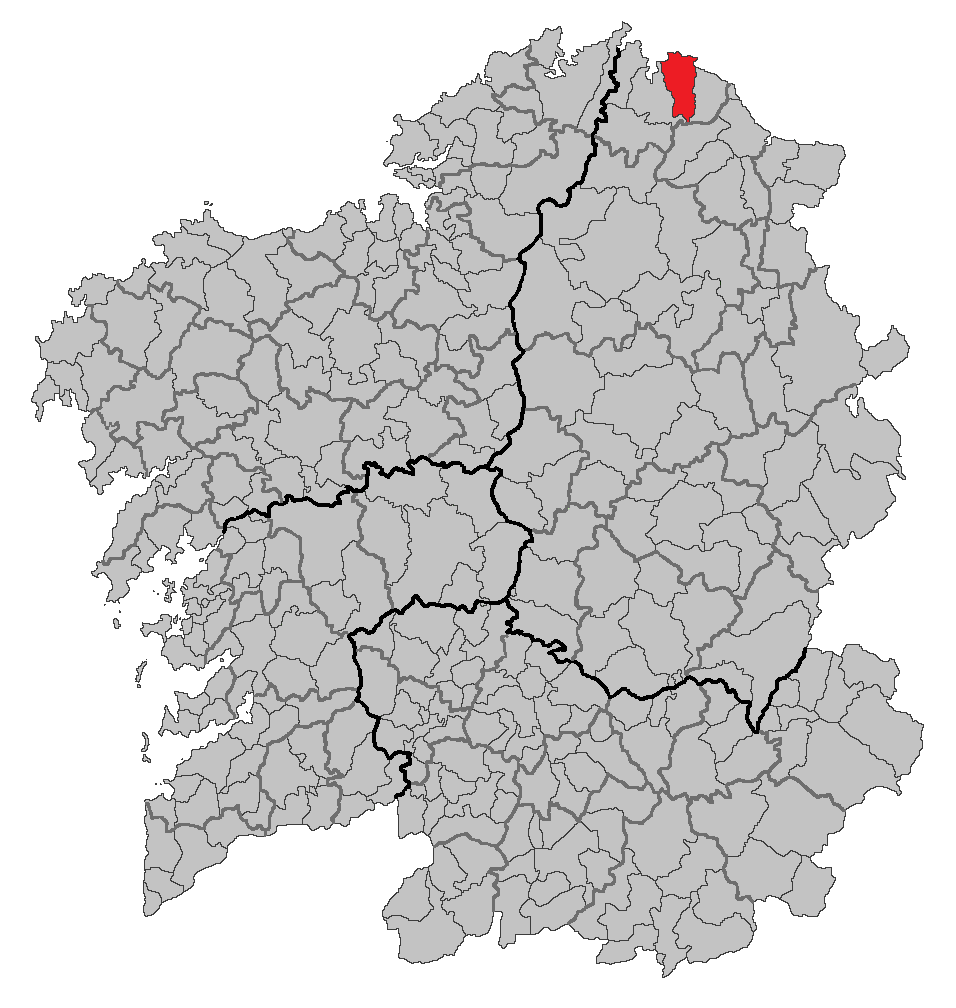
Муніципалітет у Галісії
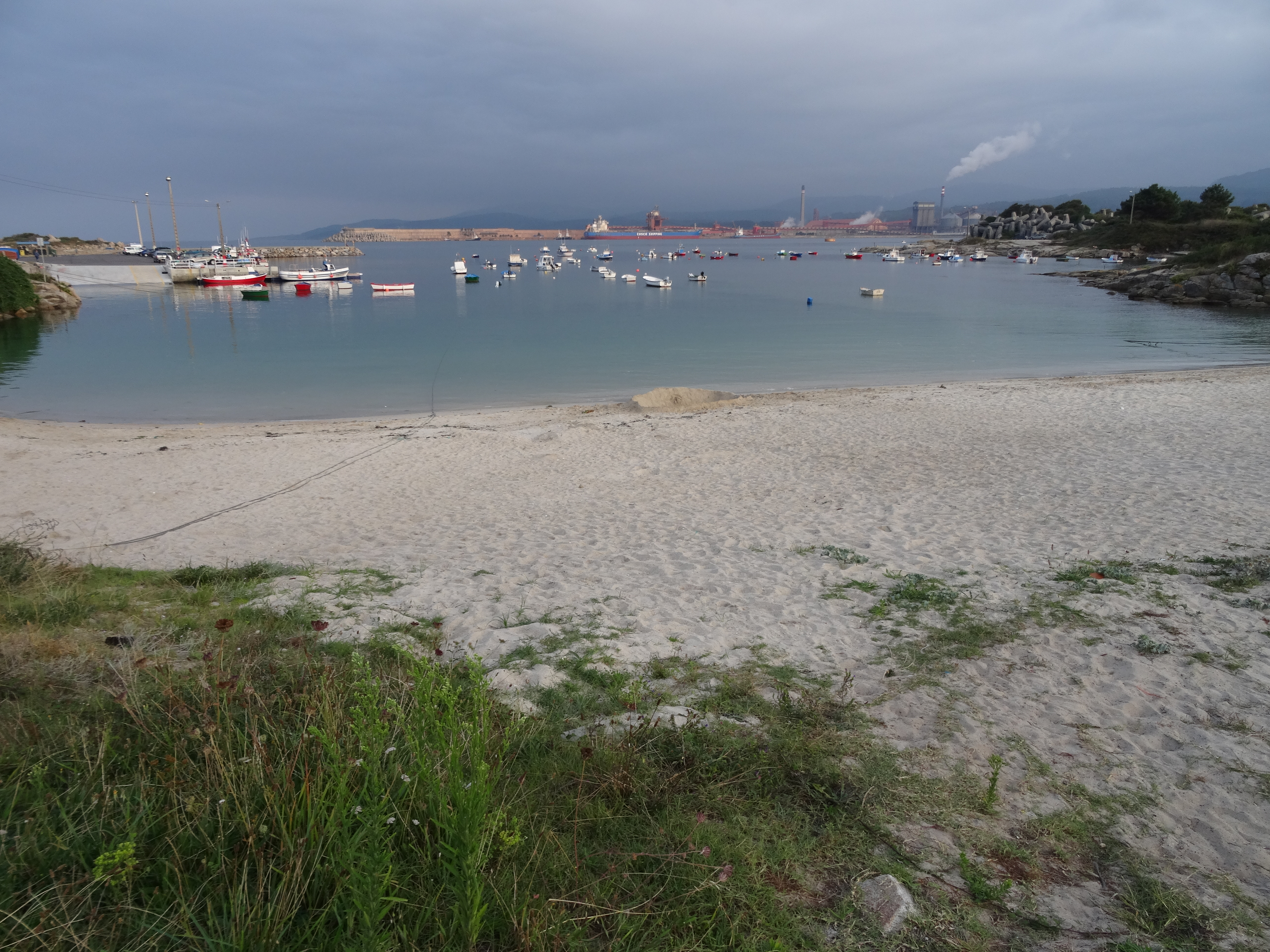
Пляж
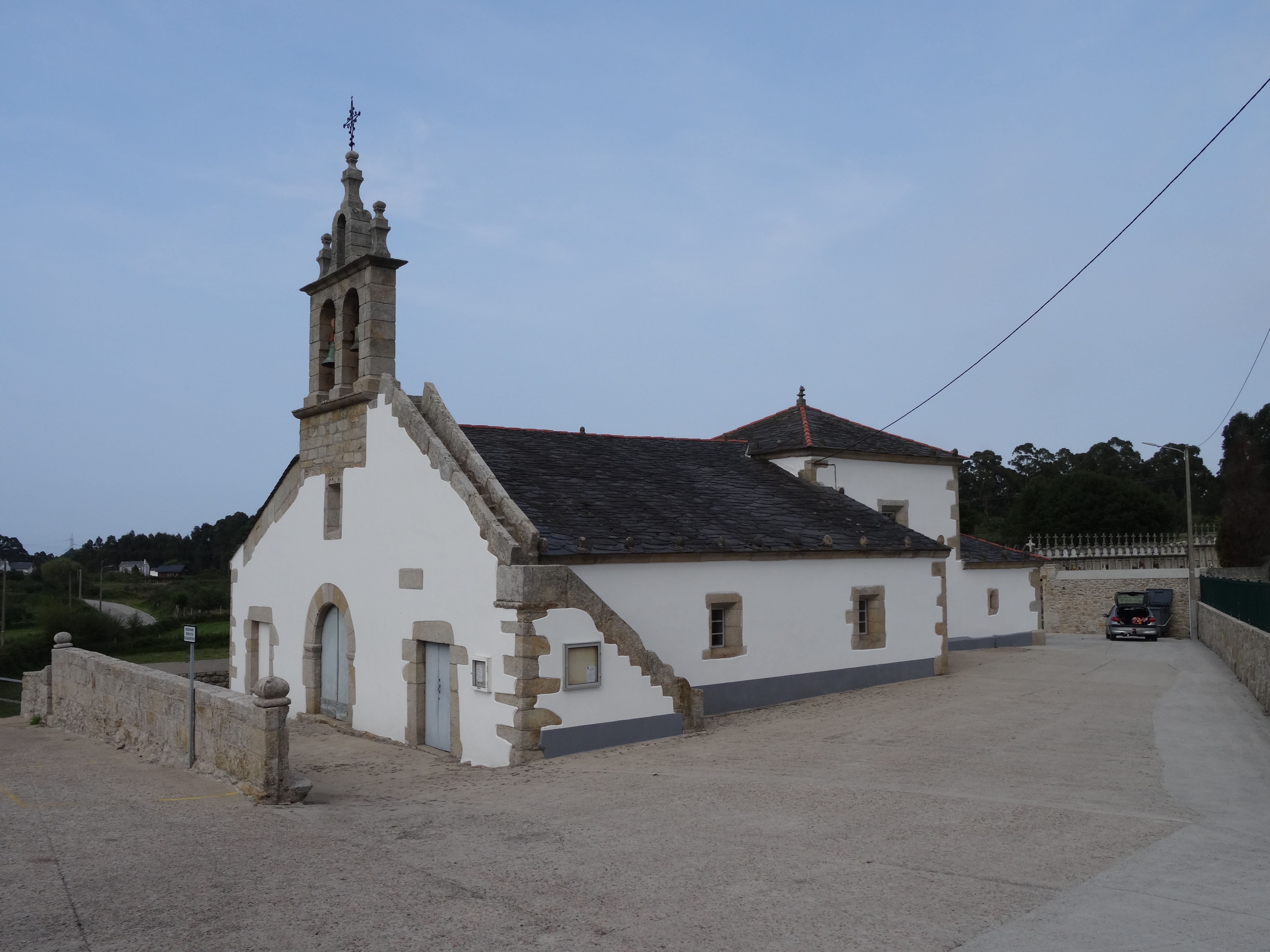
Церква
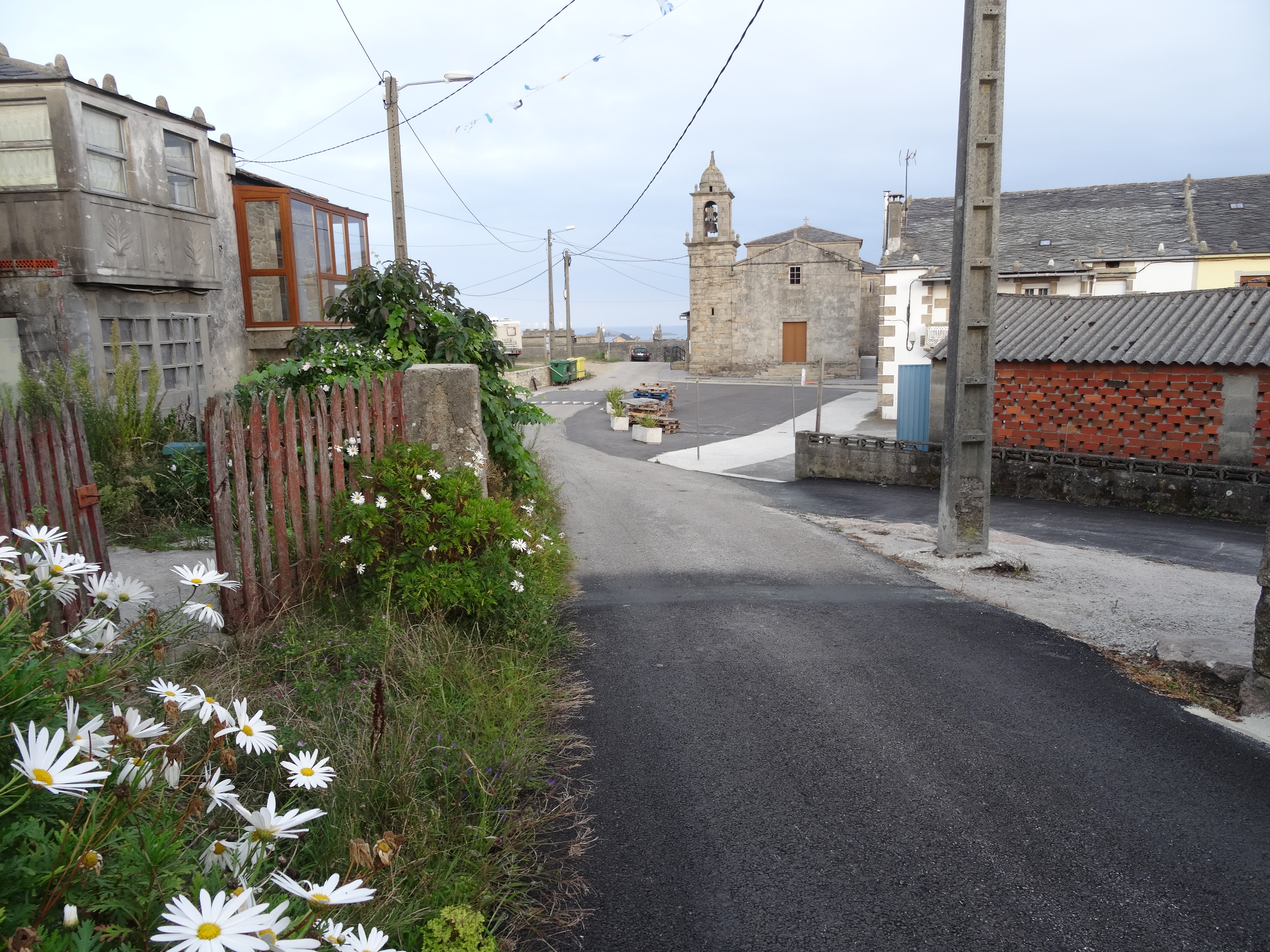
Краєвид

## Демографія
Динаміка населення (INE ):

## Парафії
Муніципалітет складається з таких парафій:
1. Лаго
2. О-Монте
3. Морас
4. Портосело
5. А-Рігейра
6. Сумоас
7. Шове
8. Шуансес

## Релігія
Хове входить до складу Лугоської діоцезії Католицької церкви.